# 31e armée (Japon)
La 31e armée (第31軍, Dai-san-jū-ichi gun) est une unité de l'armée impériale japonaise basée aux îles Truk dans le Pacifique durant la Seconde Guerre mondiale.

## Histoire
La 31e armée est créée le 18 février 1944 et placée sous le contrôle du quartier-général impérial comme force de garnison destinée à prévenir les débarquements des Alliés dans les îles japonaises du mandat des îles du Pacifique, et infliger de telles pertes aux ennemis dans une guerre de positions que cela dissuaderait un projet d'invasion américaine du Japon. Le mandat des îles du Pacifique est divisé en trois sections : les îles Mariannes du Nord, du Sud et les îles Truk. Les 80 000 hommes de la 31e armée sont initialement basés à Truk.
Après l'opération Hailstone, la garnison japonaise de Truk se retrouve isolée dans l'avancée des forces américaines vers le Japon d'île en île. Les troupes japonaises perdent leur nourriture et doivent affronter la famine avant que le Japon ne se rende en août 1945.
Les garnisons japonaises des îles Mariannes sont largement annihilées durant la bataille de Saipan et la bataille de Guam.

## Commandement

### Commandants
|   | Nom                                     | De              | À                  |
| - | --------------------------------------- | --------------- | ------------------ |
| 1 | Général Hideyoshi Obata                 | 25 février 1944 | 11 août 1944       |
| 2 | Major-général Yoshitomo Tamura          | 11 août 1944    | 22 août 1944       |
| 3 | Lieutenant-général Toshisaburo Mugikura | 22 août 1944    | 1er septembre 1945 |

### Chef d'État-major
|   | Nom                            | De              | À              |
| - | ------------------------------ | --------------- | -------------- |
| 1 | Major-général Keiji Igeta      | 25 février 1944 | 6 juillet 1944 |
| 2 | Major-général Yoshitomo Tamura | 14 juillet 1944 | 11 août 1944   |